# Godfrey Hounsfield
Sir Godfrey Newbold Hounsfield, CBE, FRS (1919-2004) là kỹ sư về điện người Anh. Ông cùng với Allan McLeod Cormack giành giải Nobel Sinh lý và Y khoa năm 1979 cho công lao triển khai kỹ thuật X-quang cắt lớp có sự hỗ trợ của máy tính
. Chiếc máy chụp cắt lớp vi tính do Hounsfield phát minh ra vào năm 1972 được dùng để chụp phần đầu. Nó có tỉ lệ chẩn đoán chính xác cao đối với những khối u não.